# DJ Mad Dog
DJ Mad Dog, pseudonimo di Filippo Calcagni (Roma, 2 novembre 1980), è un produttore discografico e disc jockey italiano, di genere gabber; Inizialmente sotto contratto con l'etichetta musicale Traxtorm Records, dal 2016 ha lanciato la propria etichetta, la Dogfight Records.

## Biografia

### Debutto (1995-1999)
Filippo ha iniziato la sua carriera all'età di 15 anni nel 1995: con due suoi amici ha fondato il gruppo chiamato Hardcore Terrorists, che pubblicherà un solo EP intitolato Try To Make It Harder, il 26 gennaio 1999. Tuttavia, è diventato uno degli artisti a diffondere lentamente l'hardcore in Italia organizzando giganteschi rave nella capitale italiana tramite il Rome Hardcore Movement. Ha fatto la sua prima esibizione a 17 anni al Qube Club di Roma.
Nel 1998 si è svolto il più grande Rave party hardcore a Roma dell'epoca, a cui hanno partecipato circa 3500 persone. Grazie a questi spettacoli, Filippo e i suoi amici hanno iniziato a guadagnare notorietà, cosa che gli ha permesso di approdare in un programma radiofonico, da lui condotto con il suo MC.

### Carriera da solista (2000-2009)
Nell'estate del 2000 decide di lasciare il gruppo per intraprendere una carriera da solista, e crea il progetto di dj Mad Dog. Firma rapidamente con l'etichetta italiana Traxtorm Records (creata dal duo The Stunned Guys). Da allora è diventato uno dei pilastri della scena hardcore globale, esibendosi, tra le altre città, a Caracas, Rotterdam, Roma, Bochum, Barcellona, Zurigo, Vienna, Valencia, Eindhoven e Mosca .
Nel corso di un'intervista all'Ape magazine, Filippo spiega che «tutto è iniziato nel 1993, la scena hardcore era piuttosto piccola a quel tempo. È stato perfetto che anche DJ come Noize Suppressor e Tommyknocker abbiano debuttato nello stesso periodo». Ha fatto anche parte del gruppo Traxtorm Gangstaz Allied, insieme a Nico & Tetta, Tommyknocker, The Stunned Guys e Art of Fighters, autori dell'inno Disposal of Outer Power . Si esibisce anche insieme a molti altri artisti della scena gabber come The DJ Producer.
Nel 2006 è stato coinvolto nel festival A Nightmare in Rotterdam componendo la propria versione del brano Enter the Time Machine . Il CD/DVD del festival è stato ben accolto del sito olandese Partyflock, ottenendo il voto 90/100. Nel 2008 ha preso parte a Project Hardcore.nl 2008.

### Aumento della popolarità (2010-2015)
Nel 2010, ha pubblicato il suo EP intitolato The Flow che ha suonato ad eventi come il Syndicate 2010. Il 20 marzo 2011 è stato pubblicato il suo album d'esordio, dal nome A Night of Madness, che racconta dieci anni della sua carriera all'interno della scena gabber. Fa seguire a questa pubblicazione un tour mondiale.Sempre in questa occasione, il 23 marzo 2011 è stato pubblicato un video musicale omonimo sul canale YouTube ufficiale dell'etichetta Traxtorm Records. L'album è stato anche ben accolto dagli altri artisti dell'etichetta per cui lavorava all'epoca. Il 10 ottobre 2011 segna l'uscita dell'inno ufficiale del Project Hardcore, intitolato Dedicated to Your Project, scritto da Filippo e cantato da MC Jeff.
Nel settembre 2012 Traxtorm Records ha organizzato un concorso per il remix del titolo A Night of Madness: a tal scopo DJ Mad Dog ha pubblicato gratuitamente sulla propria utenza SoundCloud campioni e midi che avrebbero potuto aiutare i produttori amatoriali a comporre il loro remix. I due vincitori scelti da Filippo sono apparsi nel nuovo EP intitolato Agony, uscito il 5 febbraio 2013. Sempre nel 2012, Mad Dog ha preso parte all'evento Thrilogy 2012 insieme a Zatox e Crypsis.. Ha partecipato all'evento Q-Base 2013 nel novembre del predetto anno insieme ad altri artisti, come Acti, Ran-D, Hellfish e Verdict. Il 16 novembre 2013 ha pubblicato il suo secondo album Rudeness: Hardcore Beyond the Rules.

### Dogfight Records (dal 2016)
All'inizio di luglio 2016, DJ Mad Dog ha lanciato una nuova etichetta hardcore chiamata Dogfight Records, con altri artisti Unexist, Tears of Fury e AniMe. A tal riguardo ha dichiarato:«il nostro obiettivo è creare qualcosa che renda il nostro team Dogfight qualcosa di unico di cui le persone possano essere orgogliose».
All'inizio del 2017, Mad Dog han pubblicato il suo terzo album in studio, Till I Die, che conteneva 30 tracce.. Lo stesso anno, ha partecipato a diverse feste e festival come Born to Rave (Francia) e Dominator (Paesi Bassi). Sempre nel 2017, ha composto l'inno ufficiale del festival Dominator, Maze of Martyr a cui è dedicata una clip. Nel dicembre 2017, ha anche raggiunto il 99º posto nell'annuale MOH Top 100 con il brano XTC.
Nel 2018 ha partecipato al Festiwal Beats 4 Love, in Polonia, con AniMe, e all'Electric Daisy Carnival a Las Vegas.
Nel 2019, Mad Dog pubblica ''Reset'', brano tributo alla scena Early Hardcore degli anni '90, ottenendo il secondo posto nell'annuale Top 100 dell'etichetta Masters of Hardcore, subito dietro Angerfist e Tha Playah.
Nel 2020 Mad Dog annuncia più volte sui propri social di lavorare a un nuovo album che sarebbe stato pubblicato nel corso dell'anno.
Contro ogni previsione, Mad Dog è diventato il creatore dell'inno del Masters of Hardcore 2020: Magnum opus.
Nel 2023 pubblica l'album Downtempo.

## Discografia

### Album in studio
- 2011: A Night of Madness (Traxtorm Records)
- 2013: Rudeness : Hardcore Beyond the Rules (Traxtorm Records)
- 2017: Till I Die (DJ Mad Dog) (Dogfight Records)
- 2023: DOWNTEMPO (Dogfight Records)

### EP e split
- 2001: The Memory Disappears (Traxtorm Records)
- 2001: Dog For Life (Impulse Records)
- 2002: Clockwork (con Tommyknocker; Traxtorm Records Sinful Edition)
- 2002: History (vs. Impulse Factory; Impulse Records)
- 2003: Boom and Shake Up (Traxtorm Records)
- 2004: I Love Hardcore (Traxtorm Records)
- 2005: Our Thing E.P. Part 2 (diviso con The Stunned Guys e Tommyknocker; Traxtorm Records)
- 2005: Tales of Jelaousy (diviso con DJ Delirium ; Traxtorm Records)
- 2006: Dangerous (Traxtorm Records)
- 2006: Disorder (Traxtorm Records)
- 2006: Enter the Time Machine (in collaborazione con Tha Playah; Rotterdam Records Special)
- 2007: Fire (collaborazione con Noize Suppressor; Traxtorm Records)
- 2008: Let's Get It On (in collaborazione con Art of Fighters; Traxtorm Records)
- 2008: Nasty (Traxtorm Records)
- 2008: Payback Time (The Official Thunderdome Anthem) (collaborazione con MC Justice, 2008 Thunderdome Anthem)
- 2010: Here Comes the Madness (Traxtorm Records)
- 2011: Hardcore Machine (in collaborazione con AniMe; Traxtorm Records)
- 2011: Game Over (in collaborazione con Amnesys; Traxtorm Records)
- 2011: Nothing Else Matters (collaborazione con The Stunned Guys; Traxtorm Records)
- 2011: Dedicated To Your Project (collaborazione con MC Jeff; Traxtorm Records)
- 2012: Bassdrum Bitch (collaborazione con Noize Suppressor; Rumore Record)
- 2013: Agony (compresi due remix; Traxtorm Records)
- 2014: Bassdrum Music (con AniMe) (Traxtorm Records)
- 2014: Rewind (Traxtorm Records)
- 2014: The Future (Traxtorm Records)
- 2014: Thunder-Like (Traxtorm Records)
- 2015: A Real Voice (Traxtorm Records)
- 2016: Dogfight (Dogfight Record))
- 2016: 911 (con Evil Activities) (Neophyte Records)
- 2016: Call of Fury (Traxtorm Records)
- 2016: Priests (con Tieum, Traxtorm Records)
- 2017: Maze of Martyr (con Dave Revan) (Masters of Hardcore)
- 2017: Babylon Dead
- 2018: Laughing Loud (Dogfight Records)
- 2019: Come get Some (con AniMe)
- 2019: Reset (Dogfight Records)
- 2019: Dogfighters (Dogfight Records)
- 2019: The Missing Channel (Dogfight Records)
- 2020: Atmosphere (Dogfight Records)
- 2022: Downtempo II (Dogfight Records)[28]